# Albert Cornelis Baantjer

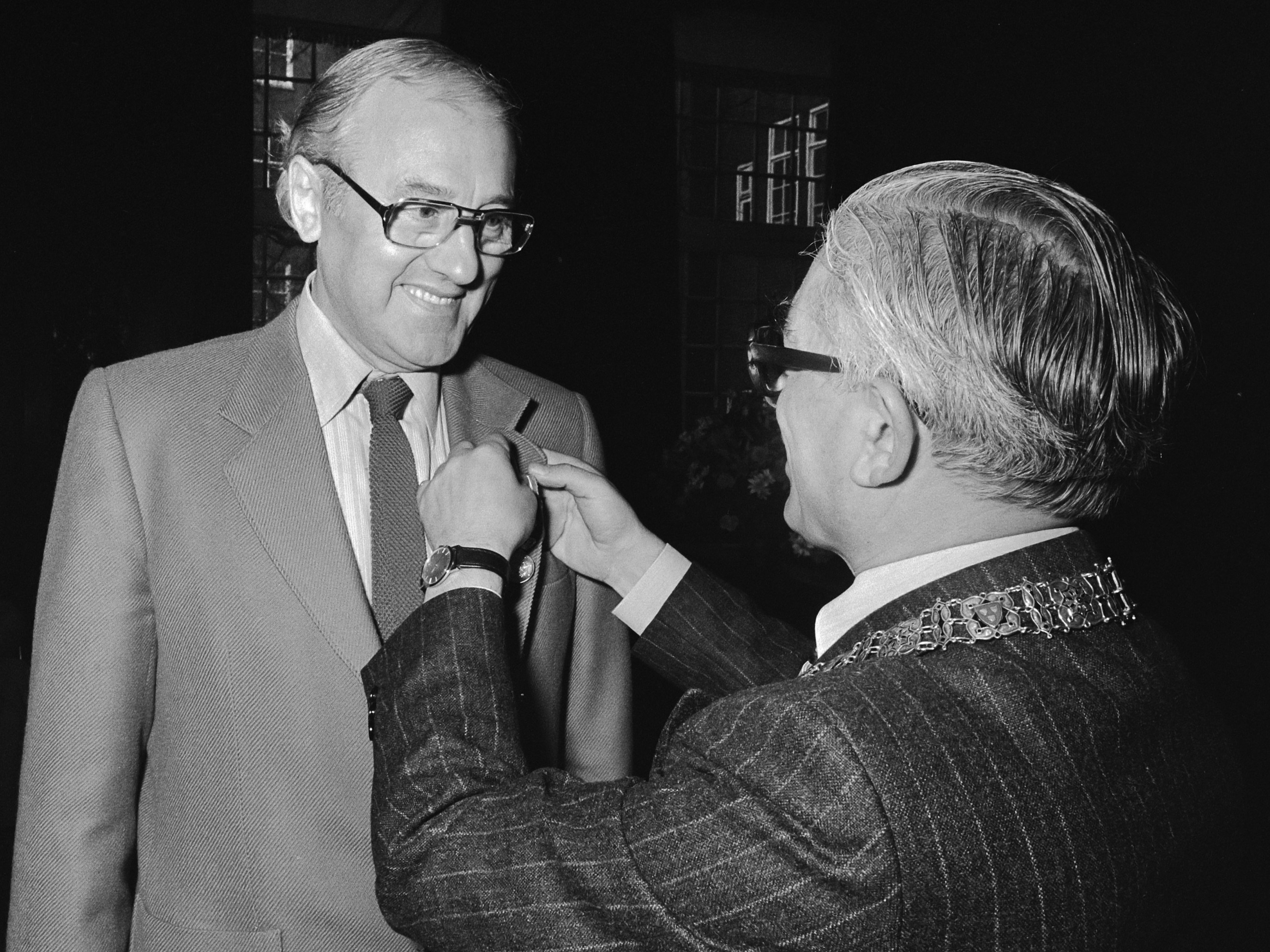
Appie Baantjer (links) 1979

Albert Cornelis (Appie) Baantjer (* 16. September 1923 auf Urk; † 29. August 2010 in Alkmaar) war ein niederländischer Autor von Kriminalromanen.

## Lebenslauf
Baantjer wuchs in einer orthodox-calvinistischen Familie auf und hatte zehn Geschwister.
Er wurde 1945 in Amsterdam Polizist und trat 1953 der „recherche“, der Kriminalpolizei der Hauptstadt, bei.
Seit 1965 schrieb er jedes Jahr ein oder zwei Bücher über den Kriminalinspektor De Cock, in seinem ganzen Leben etwa 70 Folgen.
Baantjer lebte zuletzt in Medemblik.
Er erhielt 2003 als Anerkennung für lange Jahre verdienstvollen Bemühens um die Kriminalliteratur die höchste Auszeichnung der Genootschap van Nederlandstalige Misdaadauteurs (GNM), den GNM Meesterprijs. 2007 starb seine Ehefrau Marretje.

## Werke
Die Kriminalromane des A.C. Baantjer gehören zu den beliebtesten in diesem Genre in den Niederlanden. Baantjer beabsichtigte keineswegs, Literatur zu verfassen, und literarisches Niveau haben die Geschichten dann auch nicht: sie sind als Unterhaltungslektüre einzustufen. Eine De Cock-Geschichte ist auch angenehme, einfache Lektüre für noch nicht sehr weit Fortgeschrittene im Studium der niederländischen Sprache.
Hauptfigur ist immer der bereits etwa 60-jährige Kriminalbeamte Jurriën de Cock. Sein Assistent ist immer der weitaus weniger erfahrene Dick Vledder, ein ab und zu etwas unbeholfener junger Mann. Sie werden oft von ihrem Chef, Kommissar Buitendam, der auf die Einhaltung der Regeln großen Wert legt, getadelt, gehen aber ihren eigenen Weg und, wie es sich am Ende des immer nur etwa 100 Seiten starken Buches erweist, fast jedes Mal zu Recht. Die Geschichten spielen meistens in der Amsterdamer Innenstadt, vereinzelt auch in Belgien. De Cocks veraltetes Polizeipräsidium an der Warmoesstraat hat bis etwa 1995 wirklich bestanden, existiert in den Baantjer-Büchern aber weiter.
In den De Cock-Geschichten wiederholen sich mehrere Themen, oft wortwörtlich:
- Es geschieht ein Mord. De Cock (Name bitte mit C-O-C-K!) tappt im Dunkeln, und erst wenn der Täter zwei oder drei weitere Morde begangen hat, wird er von De Cock und Vledder gefasst. Dazu stellt De Cock dem Täter eine Falle, indem er ihn nötigt, einen weiteren Mordversuch zu unternehmen.
- De Cock besucht immer die etwas garstige Kneipe des Wirtes Smalle Lowietje, um einen Cognac zu trinken. Der alte, aber nicht unsympathische Wirt, selbst ein Kleinverbrecher, kennt viele Leute der Amsterdamer Unterwelt und gibt heimlich Auskünfte an De Cock weiter. Denn Mord und Totschlag sind ihm zuwider.
- Wenn De Cock keinen Ausweg sieht, bekommt er heftige Krämpfe in den Füßen.
- De Cock verschafft sich und Vledder illegal Zugang zu einem Tatort oder anderem Haus, indem er einen aus einem Bündel falscher Schlüssel (ein Geschenk eines ehemaligen Einbrechers) benutzt. Falls er vom Hauseigentümer geschnappt wird, lügt De Cock ihm vor, die Tür hätte offengestanden.
- De Cock ist morgens immer zu spät im Büro und trifft dann auf Vledder, der emsig hinter der Schreibmaschine (später: dem Computer) tätig ist.
- De Cock hat immer heftige Auseinandersetzungen mit seinem Chef Buitendam, die damit enden, dass der ihn mit den Worten: „Raus, De Cock!“ des Chefzimmers verweist.
- De Cock lehrt Vledder einiges über seine Jugend in Urk: Geschichte, die Bibel oder andere Religionen und Kulturen. Daran zeigt sich, dass die Figur De Cock stark autobiographisch gefärbt ist.

Baantjer hat in der Folge De Cock en moord in brons  Themen und Namen aus dem Nibelungenlied verarbeitet.
Die Themen aus den De Cock-Geschichten wurden zu einer Fernseh-Krimireihe namens „Baantjer“ verarbeitet. Die Geschichten sind aber immer anders als jene der Bücher.
Etwa 25 Baantjer-Geschichten sind in die englische Sprache übersetzt worden.
Die Bücher wurden vom Verlag „De Fontein“ (Niederländisch für: Der Brunnen) in Baarn herausgegeben.